# Columbano de Luxeuil
Columbano de Luxeuil (en latín: Columbanus Bobiensis o Columbanus Luxoviensis; en irlandés: Columbán; Navan, Irlanda, c. 543-Bobbio, Italia, 23 de noviembre de 615) fue un misionero irlandés destacado por su actividad misionera y evangelizadora durante la Alta Edad Media. También es conocido por haber fundado numerosos monasterios en Europa, entre los que destacan los monasterios de Luxeuil (590) y Bobbio (614), en Francia e Italia, respectivamente.

## Biografía
Fue fundador de monasterios en Francia, Suiza e Italia, llevando a cabo una intensa labor misionera en lo que él llamó por vez primera «toda Europa» (totius Europae). Fue el primero en usar la palabra Europa.
Difundió entre los francos la regla monacal céltica, que enfatizaba la confesión privada y confidencial, seguida de la penitencia privada para los arrepentidos de sus pecados. En aquella época estos ritos eran públicos.
Afincado en los reinos francos, tuvo serias diferencias con la Iglesia y nobleza francas, debiendo abandonar el reino en 612. Se trasladó a Suiza y luego a Lombardía, donde moriría en la abadía de Bobbio fundada por él.
En 2002, san Columbano fue erigido por el Vaticano como santo patrón de los motociclistas, luego de haber sido propuesto como tal por el obispo anglicano (y motociclista) John Oliver al papa Juan Pablo II.